# Mieczysław Kurkowski

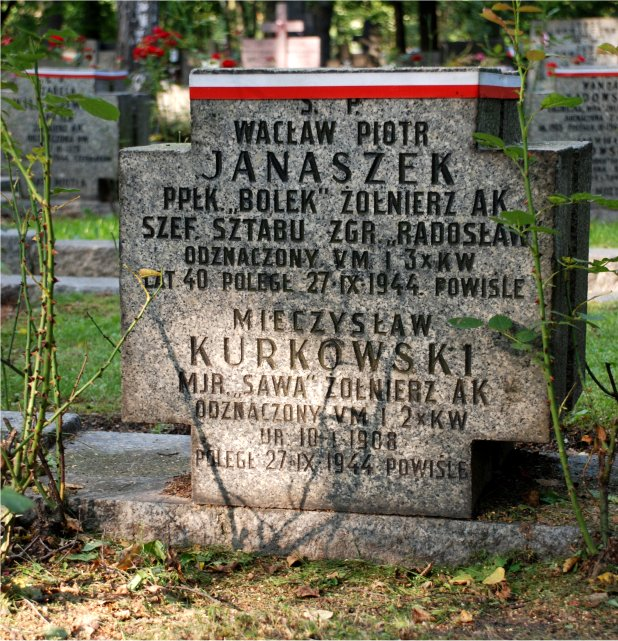
Grób na Powązkach Wojskowych

Mieczysław Kurkowski ps. Mietek, Sawa (ur. 10 lutego 1908 w Nowej Wilejce, zm. 27 września 1944 w Warszawie) – kapitan, żołnierz kampanii wrześniowej, członek Armii Krajowej, żołnierz powstania warszawskiego.

## Życiorys
W 1934 ukończył Szkołę Podchorążych Saperów; we wrześniu 1939 dowódca kompanii w 20 batalionie saperów. Od 15 października 1939 członek SZP jako oficer dyspozycyjny w referacie dywizji Oddziału III Komendy Głównej. Od 11 lutego do 15 maja 1940 był dowódcą patrolu saperskiego „Praga”. Od 15 maja 1940 do 1 grudnia 1942 dowódca oddziału dyspozycyjnego saperów w KG ZO. Od 15 grudnia 1942 w „OS Kedyw”. Ranny w czasie powstania warszawskiego, został w dniu 27 września 1944 r. zamordowany przez Niemców w powstańczym szpitalu przy ulicy Drewnianej 8 na Powiślu. Pochowany na Cmentarzu Wojskowym na Powązkach (kwatera A24-6-11).

## Ordery i odznaczenia
- Krzyż Srebrny Orderu Virtuti Militari
- Krzyż Walecznych (dwukrotnie)